# Ospedalicchio
Ospedalicchio is een plaats (frazione) in de Italiaanse gemeente Bastia Umbra.